# Factor escala

Cada iteració del triangle de Sierpinski conté triangles relacionats amb la següent iteració per un factor d'escala de 1/2

Un factor d'escala és un nombre que redueix o multiplica, alguna quantitat. En l'equació {\displaystyle y=Cx}, C és el factor d'escala per x. C És també el coeficient de x, i pot ser anomenat la constant de proporcionalitat de y a x. Per exemple, doblant les distàncies correspon a un factor d'escala de dos per distància, mentre tallant un pastís en mitjos trossos amb un factor d'escala d'un mig.
En el camp dels mesuraments, el factor d'escala d'un instrument es denomina sovint sensibilitat. La relació entre dues longituds corresponents en dues figures geomètriques similars també s'anomena factor d'escala.